# Dárdai Zsuzsa
Dárdai Zsuzsa (Jászalsószentgyörgy), független képzőművész és művészetszervező, a MADI art periodical nemzetközi művészeti folyóirat társszerkesztője, a Nemzetközi Mobil MADI Múzeum társalapítója.

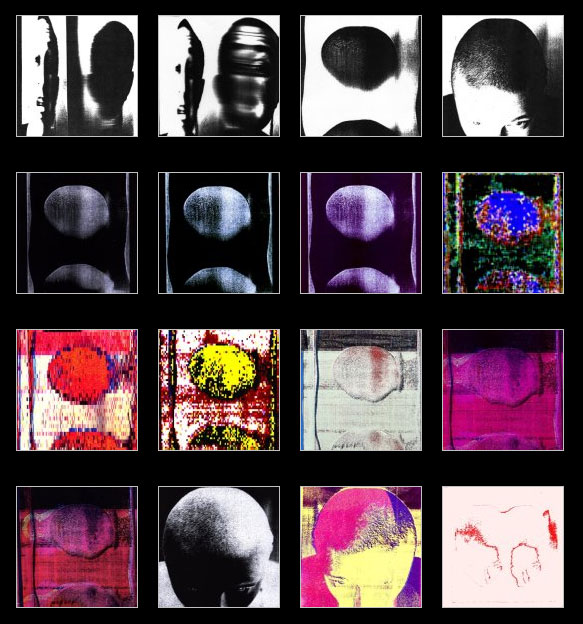
Dárdai Zsuzsa elektrografikái

## Művészeti aktivitás
| 2003      | Nemzetközi Szimmetria Egyesület, vezetőségi tag              |
| 1999      | Site Ations (Wales), nemzetközi művészeti projekt kurátora   |
| 1998      | MADI art periodical folyóirat, társ- és alapítószerkesztő    |
| 1997-99   | Duna Műhely, partnerrendező                                  |
| 1997-98   | ELTE presseurope, tanár                                      |
| 1996-97   | Élet és Irodalom Interjú rovat, külső munkatárs              |
| 1995      | Nemzetközi Mobil MADI Múzeum Alapítvány, társalapító kurátor |
| 1995-96   | Magyar Televízió Múzsa műsora, szerkesztő                    |
| 1990-95   | Magyar Narancs, szerkesztő                                   |
| 1990-2003 | Fény-Árnyék Művészeti Egyesület, alapító tag és elnök        |
| 1990      | Árnyékkötők co-media, társalapító és szerkesztő              |
| 1989      | Árnyékkötők Alkotócsoport, alapító tag                       |
| 1987-89   | Romano Nyevipe, belső munkatárs                              |
| 1983-85   | J. Galéria, munkatárs                                        |

## Válogatott egyéni kiállítások
| 2006 | Budapest, Magyar Műhely Galéria: „Finisterre” Ismeretlen földrészek                                |
| 2004 | Budapest, K.A.S. Galéria: „Skyland/Ég-táj”                                                         |
|      | Budapest, Andrássy 64.: „Fény Árnyék Perforum” cigányfotók                                         |
|      | Kiskunlacháza, Petőfi Művelődési Központ: „MM emlékére”                                            |
| 2003 | Budapest, K.A.S. Galéria: „KRIS-táj”                                                               |
|      | Tarpa, Házasságkötő Terem: „Kuruc Fesztivál – Kris-Tájak” (with Saxon)                             |
|      | Kiskunlacháza, Petőfi Művelődési Központ: „Life in the Lifeless”                                   |
| 2002 | New York, Printed Matter                                                                           |
|      | New York, SIIAS – Institut of Art and Sience: „Life in the Lifeless”                               |
| 2001 | Budapest, Sziget Galéria: „Árnyékkötődések” (with Kováts-Tenke-Zsubori)                            |
|      | Szigetszentmiklós, Arnolfini Monitor Galéria: „A Mérleg jegyében – Kris-tájak virtuális kiállítás” |
| 2000 | Szigetszentmiklós, Arnolfini Előszoba Galéria: „Aurakék”                                           |
| 1999 | Berlin, Haus Ungarn: „Schattenbindungen” (with Saxon-Tenke-Zsubori)                                |
|      | Sepsiszentgyörgy, Képtár: „Expozitiei de electrograficá” (with Saxon-Zsubori)                      |
| 1998 | Budapest, Francia Intézet: „Árnyékkötők co-media” (with Saxon-Tenke-Zsubori)                       |
| 1996 | Budapest, Black-Black Galéria: „Összpontosítás” (with Saxon-Tenke-Zsubori)                         |
|      | Budapest, MU Színház: „Alternatív Színházi Fesztivál” xerox installáció                            |
| 1995 | Budapest, BAE: „Tetrapakk” multimediális performansz, xerox installáció                            |
| 1994 | Budapest, Örökmozgó Filmszínház: „Xeromatiné – Elektro-aurák”                                      |
| 1993 | Budapest, BNV: „BAE – Árnyékkötők electrographic art” stand                                        |
|      | Gent, Croxhapox: „L'expo d'etalage”                                                                |
| 1992 | Budapest, Csokonai Művelődési Központ: „Születésnapi tárlatok” (with Szombathy-Tenke)              |
| 1991 | Budapest, Vasas Mini Galéria: „Elektroaurák”                                                       |
| 1989 | Budapest, József Attila Művelődési Központ: „Cigányfotók”                                          |
| 1988 | Budapest, BME Martos Galéria: „Cigányfotók”                                                        |

## Csoportos kiállítások
| 2007 | Budapest, Quattro Mobili: „Mobil grafikák”                                                                                           |
| 2006 | Budapest, „Quat2006” |
|      | Győr, MTA – MADI Galéria: „Monochrom”                                                                                                |
|      | Székesfehérvár, méhKASaula: „Enter 4. zenei és vizuális fesztivál”                                                                   |
|      | Budapest, Kassák Múzeum: „Új szerzemények 2002-2006”                                                                                 |
|      | Krakkó, „International print triennial”                                                                                              |
|      | Budapest, PIXEL, „Digitális nyomatok I. Országos szemléje”                                                                           |
|      | Moszkva, Hungarian Cultural, Academic and Information Centre: „„supreMADIsm” Festival – International exhibition of graphic art”     |
|      | Miskolc, Miskolci Galéria Városi Művészeti Múzeum: „XXIII. Grafikai Biennálé Miskolc”                                                |
| 2005 | Győr, Városi Művészeti Múzeum: „The Masters of Graphic Arts – 8. Nemzetközi rajz és grafikai biennálé”                               |
|      | Győr, MTA-MADI Galéria: „Mobil 2” |
|      | Budapest, Millenáris Park: „Magyar Digitális Nyomat”                                                                                 |
|      | Budapest, Millenáris Park: „Képek, cigányok, cigány-képek...”                                                                        |
|      | Budapest, Nagyházi Galéria: „Egészséges Nemzedékért Szeretetszolgálat”                                                               |
|      | Győr, MTA-MADI Galéria: „Mobil MADI Múzeum – grafikai tárlat”                                                                        |
|      | Budapest, P 60: „Árnyékkötők – Egy könyv + Egy CD-Rom + Egy kiállítás”                                                               |
| 2004 | Székesfehérvár, Szabadművelődés Háza – méhKASaula: „Enter III.”                                                                      |
|      | Budapest, Vasarely Múzeum: „Matricák III.”                                                                                           |
|      | Budapest, Helikon Könyvesbolt: „Művészet határok nélkül – grafikai és dokumentációs tárlat”                                          |
|      | Miskolc, Miskolci Galéria Városi Művészeti Múzeum: „Árnyékkötők retrospektív”                                                        |
|      | Miskolc, Miskolci Galéria Városi Művészeti Múzeum: „XXII. Grafikai Biennálé Miskolc – Transzparencia”                                |
|      | Arad, Muzeul Tarii Crisurilor: „Middle-East European Postcard V.”                                                                    |
| 2003 | Kaposvár, Vaszary Galéria: „Közép-Kelet Európai Képeslap V.”                                                                         |
|      | Budapest, Nagy Imre ÁMK: „Tisztelet a Fehérnek”                                                                                      |
|      | Tokaj, Tokaji Galéria: „XX. sz-i Kortárs képző és iparművészek”                                                                      |
|      | Budapest, Millenáris Park: „A születés hete – Transparencia”                                                                         |
|      | Budapest, Gerbeaud Harmincad Galéria: „A születés hete – aukció”                                                                     |
|      | Székesfehérvár, Szabadművelődés Háza: „5 éves a méhKASaula”                                                                          |
| 2002 | Székesfehérvár, Szabadművelődés Háza, méhKASaula: „Enter Fesztivál II.”                                                              |
|      | Budapest, Hotel Fiesta: „Zöld kakas – aukció”                                                                                        |
|      | Érsekújvár, Galéria umenia: „KASSÁK a MADI dnes”                                                                                     |
| 2001 | Budapest, Kicsi@világ teaház: „Internet.galaxis, Árnyékkötők kiállítás”                                                              |
|      | La Plata, Museo Municipal de Bellas Artes: „La ciudad de las diagonales” mail-art                                                    |
|      | Budapest, Írók Boltja: „Egy – Árnyékkötők co-media” folyóiratest és kirakat                                                          |
|      | Budapest, Sziget Galéria: „Ami a 90-es évekből kimaradt” az Árnyékkötők folyóirat- összehordó akciója                                |
|      | Szigetvár, Vár-Dzsámi: „hát-tér” |
|      | Óbecse, Vuk Karadzic Művelődési Központ: „Elektrográfia”                                                                             |
|      | Nagyvárad, Tibor Ernő Galéria: „Elektrográfia”                                                                                       |
|      | Kaposvár, Csokonai Galéria: „A Föld”                                                                                                 |
|      | Kőkapu, Károly Vadászkastély: „XX. századi dominó”                                                                                   |
| 2000 | Székesfehérvár, Bory Vár: „I. Kortárs Művészeti Fesztivál – Bábsubáb” Árnyékkötők szabadtéri kiállítás                               |
|      | Budapest, Artpool, P60 Galéria: „Véletlen kiállítás: 22 Budapest – Városanalízis”                                                    |
| 1999 | Budapest, Black-Black Galéria: „Hommage á Marcel Duchamp – 111 Ablak II.”                                                            |
|      | Kaposvár, Csokonai Terem: A FAL – nemzetközi képzőművészeti kiállítás                                                                |
|      | Simontornya: „Holdünnepnap/Moonsunday” Árnyékkötők szabadtéri kiállítás                                                              |
|      | Budapest, Általános Vállalkozási Főiskola: Computer Congress                                                                         |
|      | Budapest, Műcsarnok/Kunsthalle: „Dátum/Idő – Digit-galéria” digitális képfolyam kiállítás                                            |
|      | Budapest, Műcsarnok/Kunsthalle: „Dátum/Idő – Faximille” ezredvégi fax-akció                                                          |
| 1998 | Budapest, Balassi Könyvesbolt: „Egy falat az Árnyékkötők archivumából”                                                               |
|      | Nyíregyháza, ZIG Galéria: „Árnyékkötők Archívum”                                                                                     |
| 1997 | Budapest, Black-Black Galéria: „111 Ablak, Hommage á Marcel Duchamp”                                                                 |
|      | Kaposvár, Együd Árpád VMK: „Elektrografika”                                                                                          |
|      | Marcali, Bernáth Galéria: „Elektrografika”                                                                                           |
| 1996 | Győr, Napóleon Ház: „MADI art fair”                                                                                                  |
| 1995 | Budapest, Fészek Galéria: „Fénymásolatok – Matricák, Ideák, Effektek” kiállítás-sorozat                                              |
|      | Győr, Városi Művészeti Múzeum: „Árnyékkötők retrospektív”                                                                            |
|      | Győr, Flat Galéria: „The Masters of Graphic Arts”                                                                                    |
|      | Szombathely, Városi Képtár: „Mobil MADI Múzeum”                                                                                      |
|      | Győr, Fekete-Fehér Galéria: „MADI Szimpozion”                                                                                        |
|      | Budapest, Merlin Színház: „DADA Fesztivál”                                                                                           |
| 1994 | Sfántu Gheorghe (Románia), St. Anna Tó: „Annart-5” Árnyékkötők performansz                                                           |
|      | Budapest, Örökmozgó Filmszínház: „Xeromatiné – Árnyékkötők”                                                                          |
|      | Budapest, BNV: BAE – Árnyékkötők electrographic art (stand)                                                                          |
| 1993 | Budapest, Vigadó tér – Budapesti Őszi Fesztivál: „Városanalízis – 22 Budapest” szabadtéri kiállítás                                  |
|      | Budapest, 22 kerület – Budapesti Őszi Fesztivál: „Városanalízis – 22 Budapest” fax-akció                                             |
|      | Kaposvár, Megyei Művelődési Központ, „II. Groteszk”                                                                                  |
|      | Barcs, Dráva Múzeum, „II. Groteszk”                                                                                                  |
|      | Budapest, Kassák Múzeum: „A Mester köszöntése”                                                                                       |
|      | Sfántu Gheorghe (Ro), Városi Képtár, Torony Galéria: „Expozitie de electrografica, Árnyékkötők”                                      |
|      | Sfántu Gheorghe (Ro), St. Anna Tó: „Annart-4” Árnyékkötők performansz                                                                |
|      | Budapest, Tétényi Galéria, „Életünk tárgyai”                                                                                         |
|      | Coesfeld (D), Kolping Bildungstatte/Spaarcasse: „Árnyékkötők Ausstellung”                                                            |
|      | Győr, Xantus János Múzeum Képtára: „II. Nemzetközi Grafikai Biennále”                                                                |
|      | Újvidék, Galerija savremene likovne umetnosti: „Umetnost elektrografike u Madarskoj”                                                 |
| 1992 | Párizs, La Villette: „Machine a communique” fax-akció                                                                                |
|      | Érsekújvár (Sk), Cinema Mier: „Transart Communication 5. – S.O.S. élő vonal” fax-akció                                               |
|      | Érsekújvár (Sk): „Transart Communication 5. – Árnyékkötők utcakiállítás”                                                             |
|      | Cuenca, Electrografia Museo Internacional: „Fax-Art” fax-akció                                                                       |
|      | Kaposvár, Városi Galéria: „Kelet-közép Európai Képeslap”                                                                             |
|      | Budapest, Artpool: „Networker Congress / Decentralizált Hálózati Világkongresszus” fax-akció                                         |
|      | Budapest-Duna, BBS-Magyar Narancs Hajó: „Küldj egy halat! – Send us a Fish!” fax-akció                                               |
|      | Budapest, Újpesti Gyermek és Ifjúsági Ház: „Saját Idő Művészeti Zóna – Női Szakasz”                                                  |
|      | Budapest, Budatétényi Galéria: „Árnyékkötők exhibitions”                                                                             |
|      | Debrecen, Orvostudományi Egyetem: „Árnyékkötők electrographic art”                                                                   |
|      | Budapest: „Első Budapesti Víznélküli Strandfesztivál – Talált tárgy, Zárt kabin” szabadtéri kiállítás és elektrografikus performansz |
|      | Aix-en-Provence, Intime Conviction: „Work with your eyes” fax-akció                                                                  |
|      | Párizs, Canon Center: „James Durand – Bubble art” Concerto lumineux performance                                                      |
| 1991 | Párizs, Galerie Bernanos: „Art Reseaux” fax-akció                                                                                    |
|      | Győr, Műcsarnok: „I. Nemzetközi Grafikai Biennále”                                                                                   |
|      | Bonyhád, Művelődési Központ: „Telefaxon beküldött képek kiállítása” fax-akció                                                        |
|      | Érsekújvár, Cinema Mier: „4th International Alternativ Art Festival – Árnyékkötők”                                                   |
|      | Nyíregyháza, Városi Galéria: „Árnyékkötők electrographic art” kiállítás és fax-akció                                                 |
|      | Budapest, Újpesti Gyermek és Ifjúsági Ház: „Saját Idő Művészeti Zóna – Az Ember”                                                     |
|      | Szombathely, Szombathelyi Képtár: „Magyar Műhely Találkozó – Képeltérítés-Gépeltérítés”                                              |
|      | Budapest, Almássy Téri Szabadidőközpont: „Rézonance Fesztivál – Teleplacenta” Árnyékkötők video-performansz                          |
|      | Kaposvár, Somogy Megyei Művelődési Központ: „Árnyékkötők electrographic art”                                                         |
|      | Budapest, Újpesti Gyermek és Ifjúsági Ház: „Saját Idő Művészeti Zóna”                                                                |
| 1989 | Hirosima, House of Kusunoki: „Kollection Kusunoki”                                                                                   |
| 1986 | Budapest, J-Galéria: „10 Éves az Encsi Alkotótábor”                                                                                  |

## Díjak, ösztöndíjak
| 2004 | XXII. Miskolci Grafikai Biennále, MET díj (kollektív) – Miskolc      |
|      | NKA Digitális Kultúráért, alkotói ösztöndíj – Budapest               |
|      | NKÖM Édes Anyanyelvünk, novellapályázat III. díj – Budapest          |
| 2003 | „Tisztelet a fehérnek” díj (kollektív) – Csepel, Budapest            |
| 2001 | Snug Harbor Cultural Center, Site-Ations artist residence – Nem York |
| 1998 | Soros Alapítvány, MADI ösztöndíj – Budapest                          |
| 1996 | Soros Alapítvány, Árnyékkötők ösztöndíj – Budapest                   |
| 1995 | Magyar Narancs, Joseph Pulitzer-emlékdíj (kollektív) – Budapest      |
| 1992 | Canon Center, copy-art alkotói ösztöndíj – Párizs                    |

## Kurátori tevékenységek
| 2008 | Pécs – Ars GEometrica 2008 – Nemzetközi Találkozó és Workshop |
| 2006 | Budapest, Európa Kongresszusi Központ / Light & Loft Gallery / Kas Galéria: Szimmetria Fesztivál 2006                                                                                                  |
|      | Moszkva, Moscow Museum of Contemporary Art / NCCA National Centre for Contemporary Arts / Hungarian Cultural, Academic and Information Centre: „supreMADIsm” Festival                                  |
| 2005 | Párizs, ORION centre d'art, géometrique MADI: Mobile1 / Győr, MTA-MADI Galéria: Mobil 2 / Pozsony, Galéria Z: Mobil 3                                                                                  |
| 2004 | Kiskunlacháza, Petőfi Művelődési Központ: „Hírmondód a szél” Mózes Mihály Emlékkoncert |
| 2003 | Budapest, Millenáris Park: „Ars (Dis)Symmetrica 03” fesztivál |
|      | Budapest, Millenáris Park: „A születés hete” fesztivál – „Transzparencia” kiállítás |
|      | Párizs, Institut Hongrois: „Kassák et MADI aujourd'hui en Hongrie” kiállítás |
| 2002 | Pozsony, Galeria Z / Mestské múzeum / Kultúrny institút Mad'arskej republiky – Érsekújvár, Galéria umenia / Budapest, Fény Galéria: „KASSÁK a MADI dnes” nemzetközi művészeti fesztivál és kiállítások |
| 2000 | Mouans-Sartoux (F), Espace de l'Art Concret „MADI aujourd'hui en Hongrie” konferencia |
| 1999 | Aix-en-Provence (F): „SIRC 1er salon international des revues de création” Árnyékkötők co-media, MADI art periodical                                                                                   |
|      | Budapest, Műcsarnok, Internet.galaxis 999: „Dátum-Idő / Digit Galéria / Faximille” |
| 1998 | Győr: „MADI Museum Bridge 2000” project |
|      | Győr, Esterházy-palota: „EURO-MADI Fesztivál” |
| 1995 | Győr, Vár-Art Galéria, „Nemzetközi MADI Fesztivál” |
| 1994 | Győr, XXVI. Nemzetközi Művésztelep / International Fine arts Symposium |
| 1992 | Érsekújvár, Cinema Mier, „Transart Communication 5 / S.O.S. élővonal” fax-akció |

## Fontosabb publikációk
- Bella László: Szokolyára költöztek (Szokolya Híradó 2006/3)
- „Who is Who Magyarországon” (Who is Who Budapest, 2005)
- IconData Worldprints (International Print Triennal Society In Krakow, 2004)
- snug-harbor.org / Waterfront (USA, 2003)
- Műértő (Budapest, 2002/11)
- The New York Times: Artists at the (water)front line (New York, 2002/11)
- LopLop: Copigraphy CD-Rom (Montreal, 2000)
- Great Women of the 21st Century (American Biographical Institute USA, 1999)
- Sikeres nők: „Szellemi tereket építünk” interjú (Flaszter Kiadó Budapest, 1999)
- ISCA: Hungarian Artists Supplement (New York, 1998)
- C'est la faute aux copies: fAces, Portrait d'artistes (Rouen France, 1995)
- Cigányfúró (Budapest, 1995/5)
- Beszélő (Budapest, 1995/4)
- Új Művészet (Budapest, 1992/3)
- Pompei (Szeged, 1992/3)
- Media Nova, International Electrograhic Magazine No 7 (Dijon France, 1992)
- Magyar Hírlap (Budapest, 1991/5/11)
- FIDESZ Interview (Budapest, 1991/11)
- Café Babel (Budapest, 1991/1)
- Élet és Irodalom (Budapest, 1990/12, 1992/1)
- Árnyékkötők electrographic art / co media No 1-33 (Budapest, 1990-2004)
- Romano Nyevipe (Budapest, 1989/1/17)
- The Hungarian Observer (Budapest, 1989/2)
- Monde Gitan No 83 (Paris, 1989)

## Önálló kiadványok
- Ág-bog; Árnyékkötők Alapítvány, Bp., 2021
- Zsuzsa Dárdai: ÁRNYÉKKÖTŐK / SHADOW WEAVERS, copy art, fax art, computer art (Árnyékkötők Foundation 2005)
- Zsuzsa Dárdai: Ég-táj / Skyland katalógus (Árnyékkötők Alapítvány Budapest, 2004)
- Dárdai Zsuzsa: „Hírmondód a szél – Mózes Mihály Emlékkönyv” (Medi-Call Kiadó, 2004)
- Dárdai Duó: „Jacaranda virág” zenei CD (Medi-Call Kiadó, 2004)
- A születés hete / Week of the Birth (Árnyékkötők Alapítvány / Shadow Fixier Foundation, 2003, Budapest)
- Zsuzsa Dárdai: Life in the lifeless katalógus (Árnyékkötők Alapítvány Budapest, 2002)
- Dárdai Zsuzsa: „L'Univers MADI” portré de Carmelo Arden Quin (Duna Műhely Budapest, 1999)
- MADI art periodical No 1 – No 9, Mobile Madi Museum Foundation, Budapest 1998–2006

## Munkák gyűjteményekben
- Portland (USA), Live Matter/Reed Altemus;
- Krakow (PL), International Print Triennal Society;
- New York, SIIAS, Institut of Art and Sience;
- New York, MOMA Library;
- Tarpa, Önkormányzat;
- Kiskunlacháza, Kun Galéria;
- Székesfehérvár, MéhkasAula Archívum;
- Kaposvár, Kapos Art Egyesület;
- Budapest, MET, Magyar Elektrográfia Társaság;
- Budapest, Árnyékötők Archívum;
- Budapest, Artpool;
- Budapest, OSZK Grafikai Gyűjtemény;
- Győr, Foundation „Oxygen” Biennal;
- Sepsiszentgyörgy (RO), Fundatia ETNA;
- Érsekújvár (SK), Transart Communication Archive;
- Coesfeld (D), Kolping Bildungstätte;
- Nyíregyháza, ZIG Galéria;
- Cuenca (E), Electrografia Museo Internacional;
- Hirosima (J), Museum of Kusunoki;
- Ontario (Ca), Copy Center;
- Mádi László magángyűjtemény, Nyíregyháza;
- Nizalowski magángyűjtemény, Budapest;
- Barabás Lajos magángyűjtemény, Budapest